# Pikku-Reppu
Pikku-Reppu är en ö i Finland. Den ligger i sjön Iso-Tarjanne och i kommunen Ruovesi i den ekonomiska regionen  Övre Birkalands ekonomiska region  och landskapet Birkaland, i den södra delen av landet, 220 km norr om huvudstaden Helsingfors. Öns area är 0,1 hektar och dess största längd är 60 meter i nord-sydlig riktning.